# 蒋海琦
蒋海琦（1992年1月17日—），籍贯浙江，上海人，中国男子游泳运动员。

## 生平
2012年，蒋海琦代表中国出戰英國倫敦舉行的奥林匹克运动会游泳比賽男子4×200米自由泳接力賽事并获得季军。
退役後蒋海琦在上海市公安局边防和港航公安分局擔任一名黄浦江巡查警察。